# Bellemerea pullata
Bellemerea pullata är en lavart som först beskrevs av Darb., och fick sitt nu gällande namn av Øvstedal 2001. Bellemerea pullata ingår i släktet Bellemerea och familjen Porpidiaceae.   Inga underarter finns listade i Catalogue of Life.